# 游隼
遊隼，是隼属中较大的一種，又名花梨隼、鴨虎，在北美洲歷史上被稱為鴨鷹，是一種分布廣泛的猛禽（猛禽科），屬於隼科（Falconidae）。它體型較大，約與鴉屬鳥類相當，背部呈藍灰色，腹部為白色帶條紋，頭部為黑色。遊隼以其速度著稱。在其特有的俯衝狩獵中（高速俯衝），可達到超過320 km/h（200 mph）的速度，使其成為地球上最快的動物。根據國家地理電視節目，遊隼的最高測速為389 km/h（242 mph）。作為一種食鳥（鳥食性）為主的猛禽，雌性遊隼比雄性明顯大得多，這是一種典型的兩性異形表現。
遊隼的繁殖範圍包括從北極苔原到熱帶的陸地地區。它幾乎可以在地球上的任何地方找到，除了極端的極地區域、非常高的山脈和大部分熱帶雨林；唯一完全沒有牠分布的大型無冰陸地是紐西蘭。這使它成為全球分布最廣的猛禽，也是分布最廣泛的野生鳥類物種之一。事實上，唯一分布範圍更廣的陸基鳥類物種，是因人類引入而成功擴散的家鴿和野鴿，均為原鴿的家養形式，而原鴿是歐亞遊隼主要的獵物之一。由於城市中其他鳥類的數量遠少於野鴿，野鴿作為主食支持了許多遊隼族群，特別是在城市地區中。

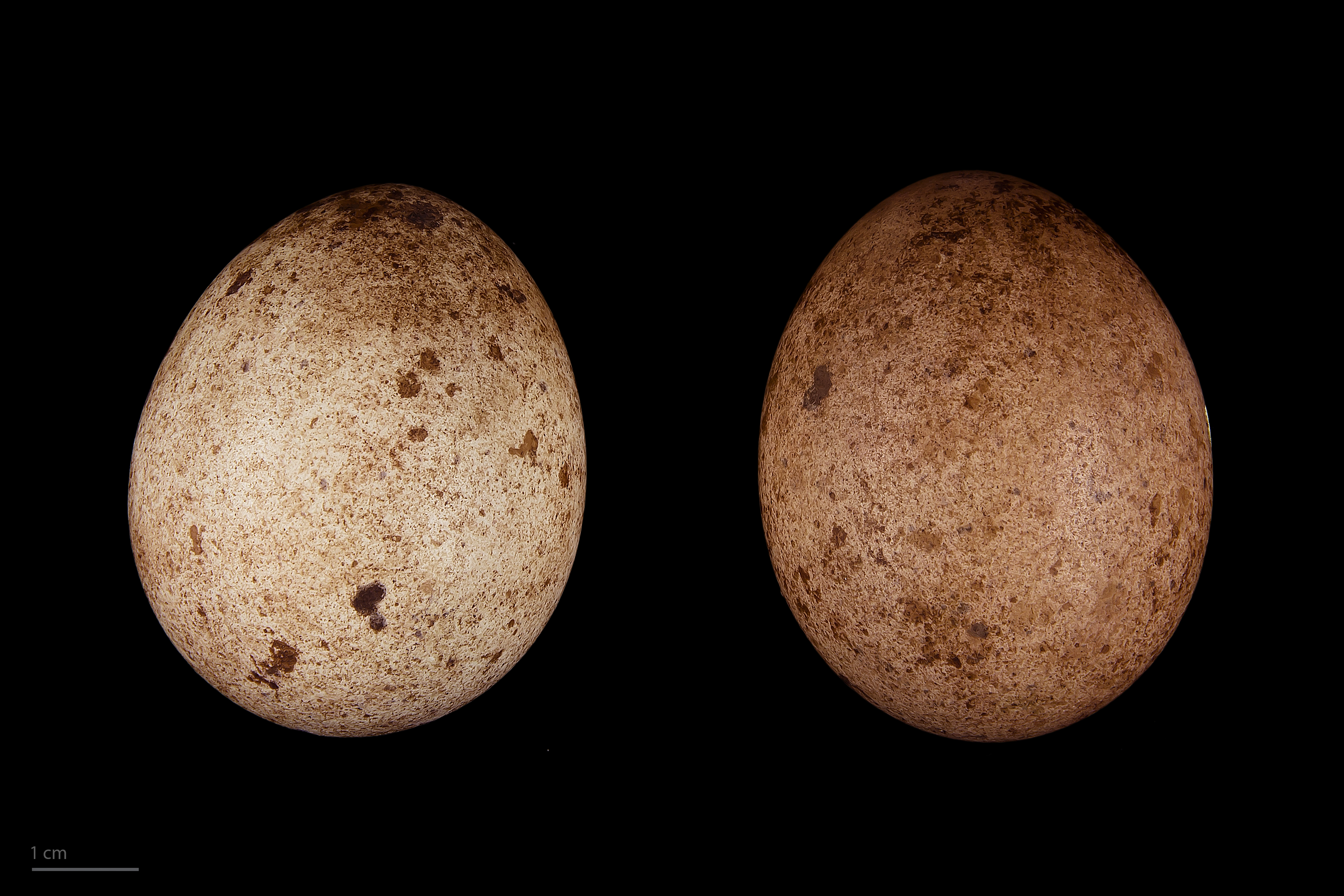
卵 Falco peregrinus

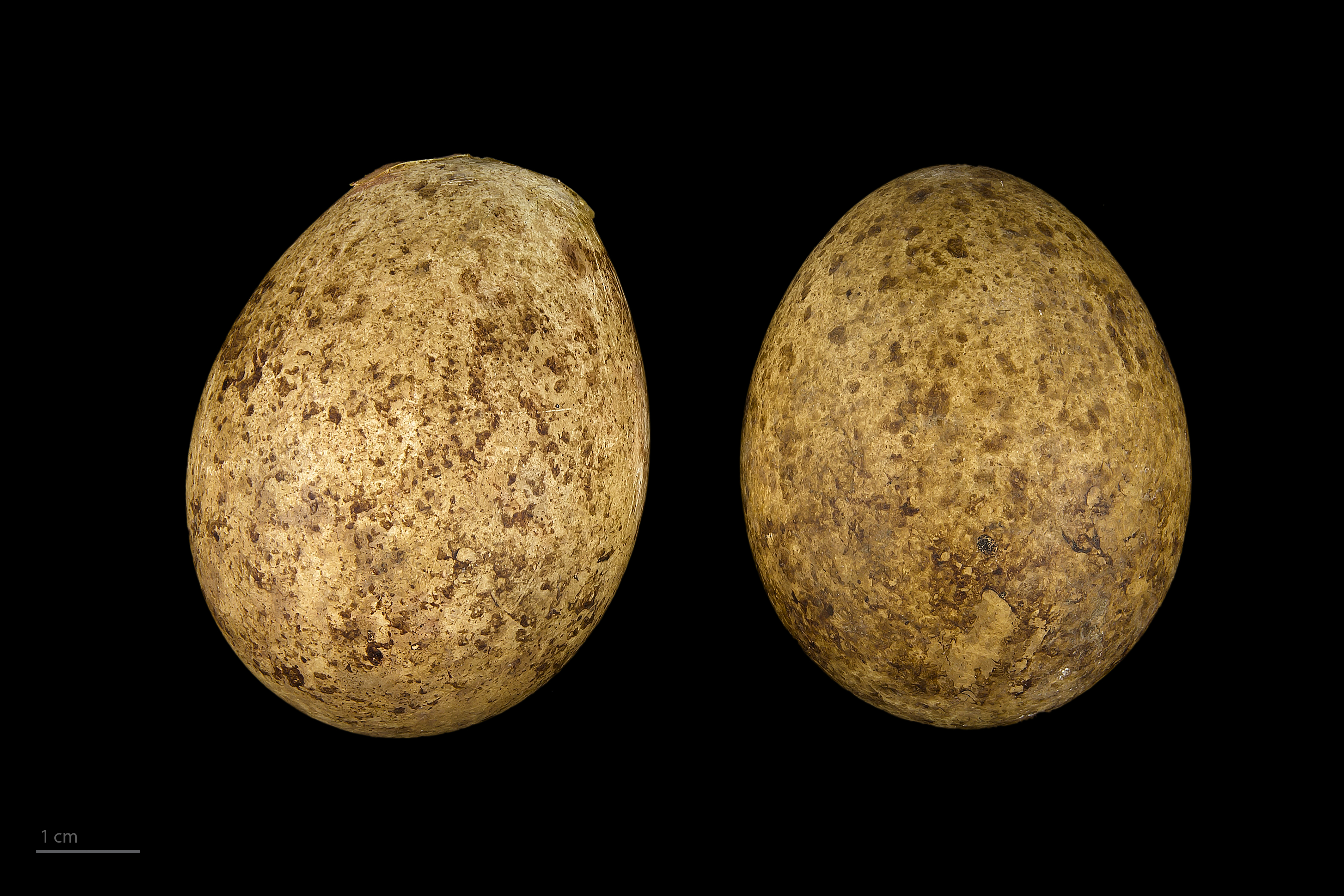
卵 Falco peregrinus madens

遊隼是一個在其大部分範圍內城市野生動物成功的例子，它利用高大的建築物作為築巢位置，以及鴿子和鴨子這類豐富的獵物。該物種的英文和學名均意為「流浪的隼」，指的是許多北方族群的遷徙習性。專家認可17至19個亞種，它們在外觀和分布範圍上有所不同；對於是否將具有明顯特徵的巴巴里隼視為遊隼（Falco peregrinus）的兩個亞種或單獨作為一個物種F. pelegrinoides仍存在爭議。這兩個物種的分化相對較近，發生在末次冰期期間，因此它們的遺傳差異（以及外觀上的差異）相對較小，僅有約0.6%至0.8%的基因差異。
雖然它的食物幾乎完全由中型鳥類組成，但遊隼有時也會獵食小型哺乳動物、小型爬行動物甚至昆蟲。它在一歲時達到性成熟，並終生配偶制，常挨著懸崖邊緣築巢，最近則常見於高大的人工建築物上築巢。由於廣泛使用某些農藥，尤其是滴滴涕 （DDT），遊隼在許多地區成為瀕危物種。自1970年代初期禁用滴滴涕以來，遊隼的族群得以恢復，得益於大規模的巢址保護及野放計劃。
由於其強大的狩獵能力、高度可訓練性、多用途性，以及透過人工繁殖的可得性，遊隼是一種備受推崇的鷹獵鳥。它對大多數獵鳥物種都有效，從小型到大型不等。遊隼亦在多個時代及地區作為宗教、皇家或國家象徵被使用。

## 描述

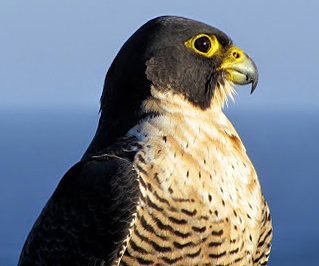
Falco peregrinus。拍攝於皇家國家公園，新南威爾斯州，澳大利亞

遊隼的身體長度為34至58 cm（13—23英寸），翼展為74至120 cm（29—47英寸）。雄性與雌性具有相似的標記和羽毛，但與許多猛禽一樣，遊隼在體型上呈現出顯著的兩性異形，雌性的體型比雄性大30%。雄性體重為330至1,000 g（12—35 oz），明顯更大的雌性體重為700至1,500 g（25—53 oz）。大多數亞種中，雄性體重低於700 g（25 oz），而雌性體重大於800 g（28 oz），雌性比雄性配偶重約50%的情況並不罕見。遊隼的標準線性測量為：翼弦長26.5至39 cm（10.4—15.4英寸），尾部長度為13至19 cm（5.1—7.5英寸），跗蹠長度為4.5至5.6 cm（1.8—2.2英寸）。
成年遊隼的背部和長而尖的翅膀通常為藍黑色至板岩灰色，帶有不明顯的深色橫斑（參見「亞種」下方）；翼尖為黑色。腹部從白色到鐵銹色不等，帶有整齊的深褐色或黑色細條紋。尾部的顏色與背部相似，但帶有整齊的細條紋，尾端為黑色，並有一道白色的邊帶。頭頂和沿著臉頰的「鬍鬚」為黑色，與頸部兩側的淡色和喉部的白色形成鮮明對比。蠟膜為黃色，腳爪為黃色，而喙和爪為黑色。上喙靠近尖端處有一個凹槽，這是適應的一種，使遊隼能通過在頸部切斷頸椎來殺死獵物。未成熟鳥顏色更偏褐色，腹部有縱紋而非橫斑，並具有淡藍色的蠟膜和眼眶環。
一項研究顯示，牠們的黑色顴紋能減少眩光，讓牠們在太陽輻射下視野更清晰。來自麥考利圖書館和iNaturalist的照片顯示，顴紋在太陽輻射更強的地方更厚，支持了減少太陽眩光的假說。

## 分類學與系統學

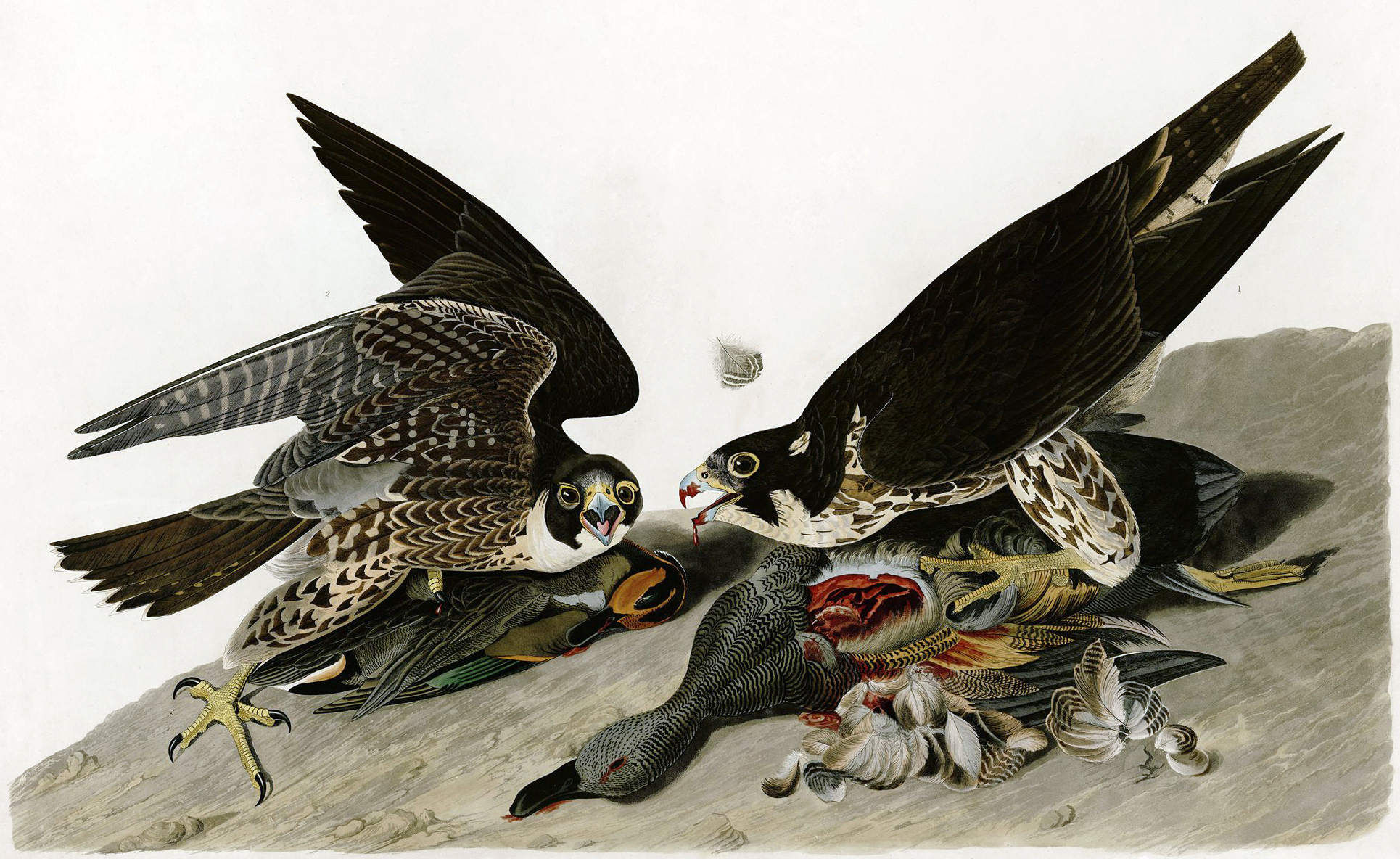
一對遊隼正在進食鴨子。由約翰·詹姆斯·奧杜邦繪製的插圖

Falco peregrinus首次由英國鳥類學家馬馬杜克·唐斯托於1771年的著作《英國鳥類學》（Ornithologia Britannica）中以現行的二名法名稱描述。學名Falco peregrinus是一個中古拉丁語短語，由艾爾伯圖斯·麥格努斯於1225年首次使用。Peregrinus在拉丁語中意為「來自國外的」或「來自外地的」。此名稱可能源於在遷徙至繁殖地途中（而非從巢穴中）捕獲幼鳥，因為隼的巢穴往往難以接近。拉丁語中隼的詞彙與falx相關，意為「鐮刀」，指的是隼在飛行中其長而尖的翅膀剪影。
遊隼隸屬的隼屬，這一譜系可能在晚中新世末期或晚上新世期間，約3至8百萬年前（mya）與其他隼類分化。由於遊隼—大隼群包含舊大陸和北美的物種，這條譜系可能起源於西歐亞大陸或非洲。其與其他隼類的關係尚不明確，因為廣泛的雜交使粒線體DNA（mtDNA）序列分析變得複雜。已知獵隼（F. cherrug）的一條遺傳譜系起源於一隻雄性獵隼與雌性遊隼的後代，後代與獵隼進一步繁衍。
現今，遊隼在人工飼養環境中常與其他物種如地中海隼（F. biarmicus）進行配對，產生的「紅遊隼」廣受鷹獵愛好者歡迎，因其結合了遊隼的狩獵能力與紅隼的耐受性；或與矛隼配對，培育出體型大且色彩鮮明的鳥，供鷹獵使用。

### 亞種

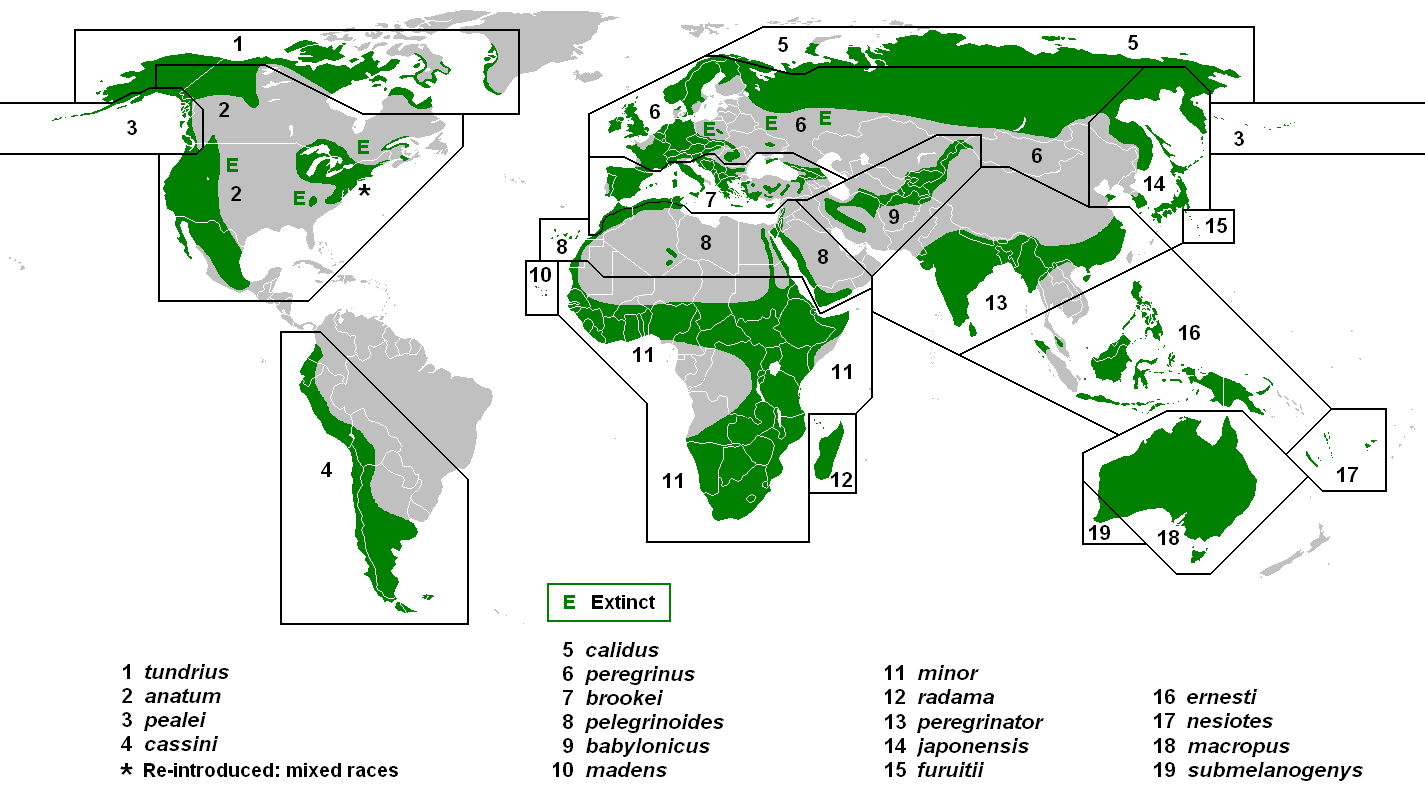
Breeding ranges of the 19 subspecies

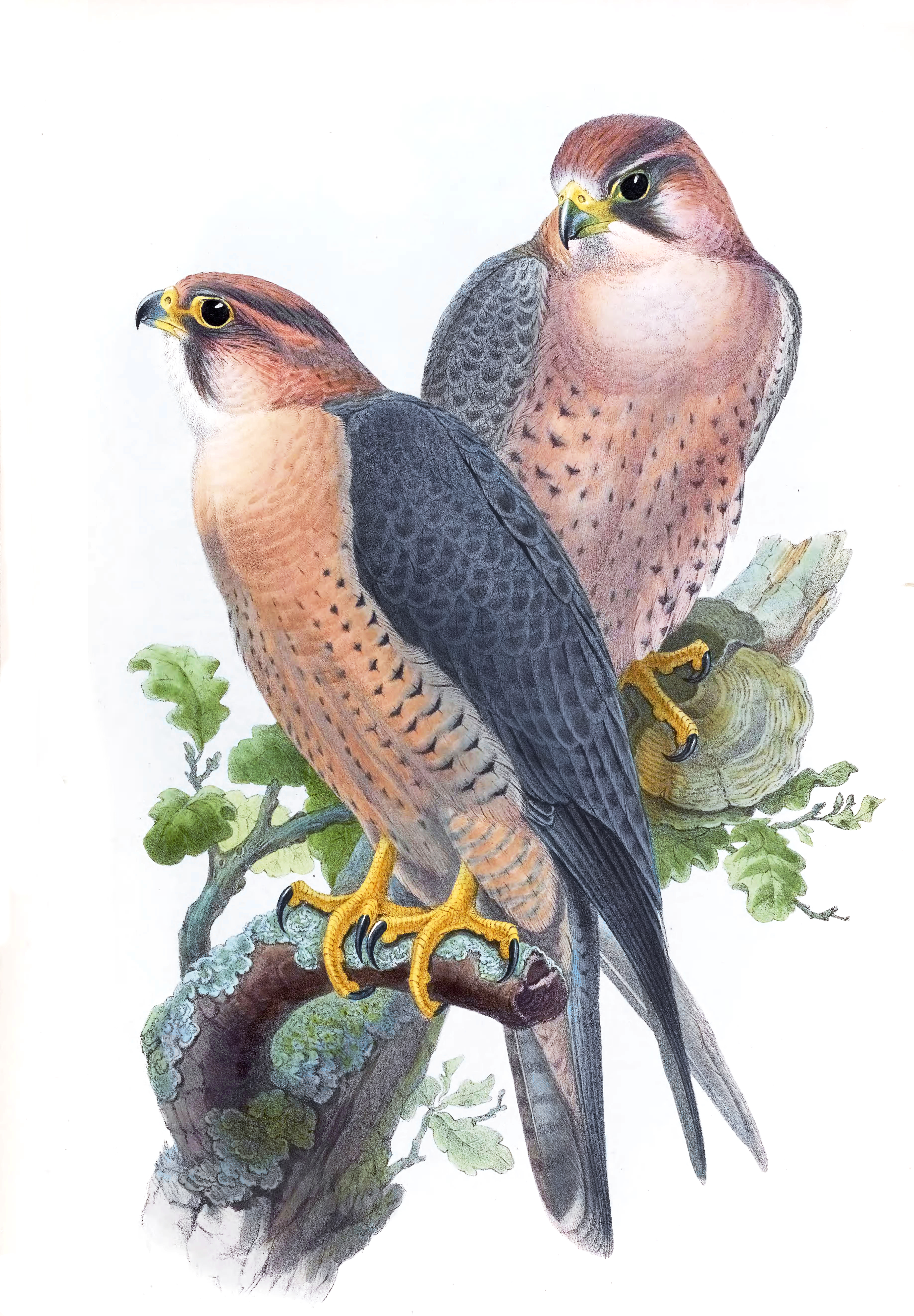
babylonicus亞種，由約翰·古爾德繪製的插圖

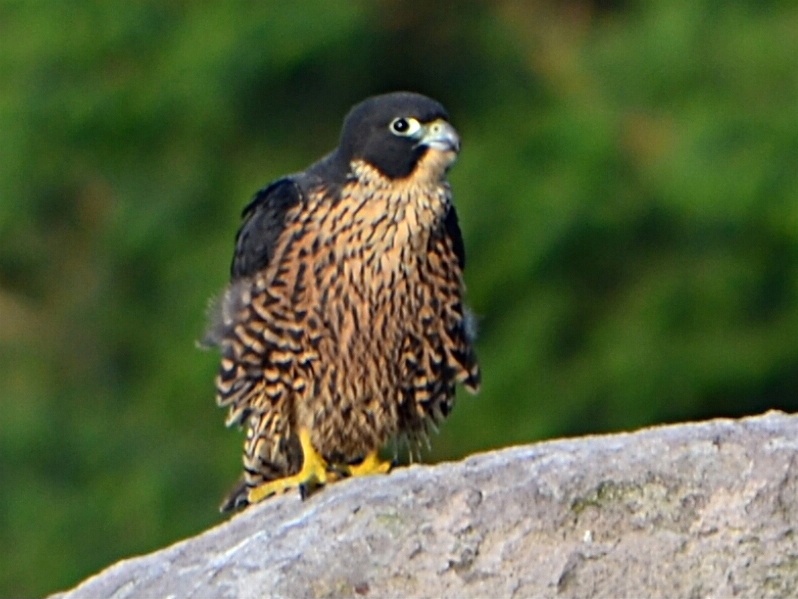
ernesti亞種的幼鳥，拍攝於印度尼西亞北蘇拉威西的馬哈烏火山

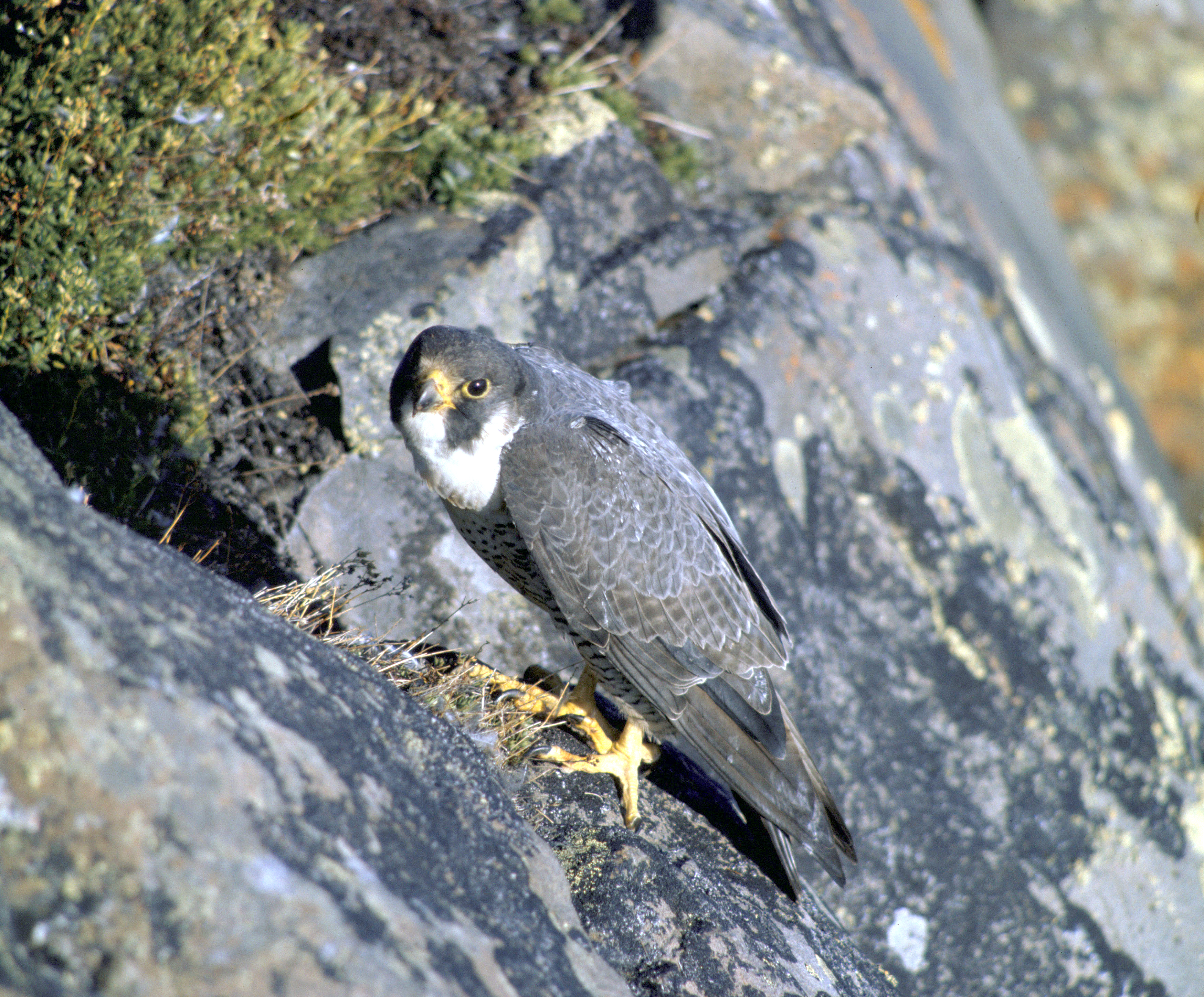
pealei或tundrius亞種的成鳥，其巢位於阿拉斯加

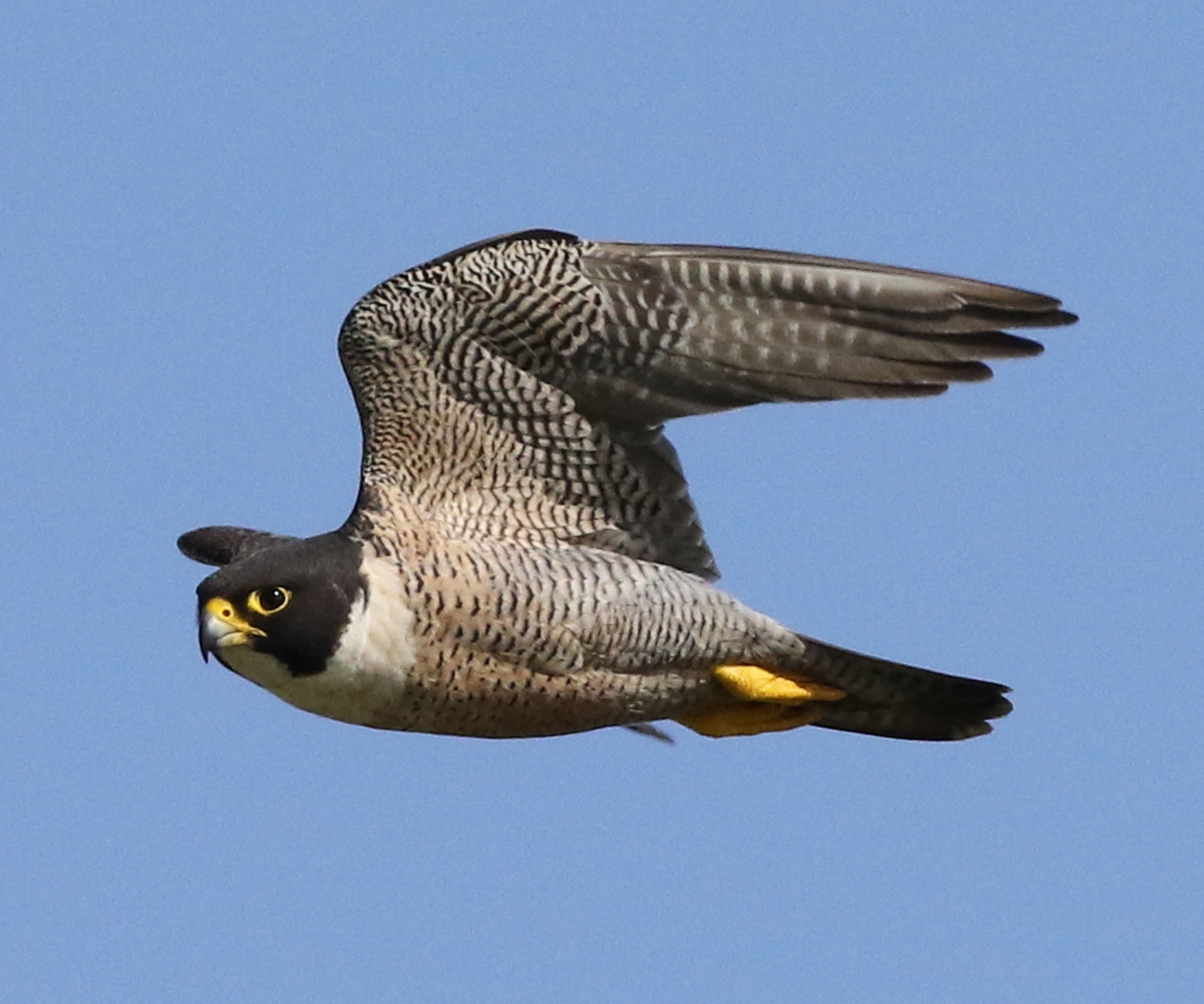
submelanogenys亞種的遊隼，攝於靠近西澳大利亞州珀斯的赫德斯曼湖

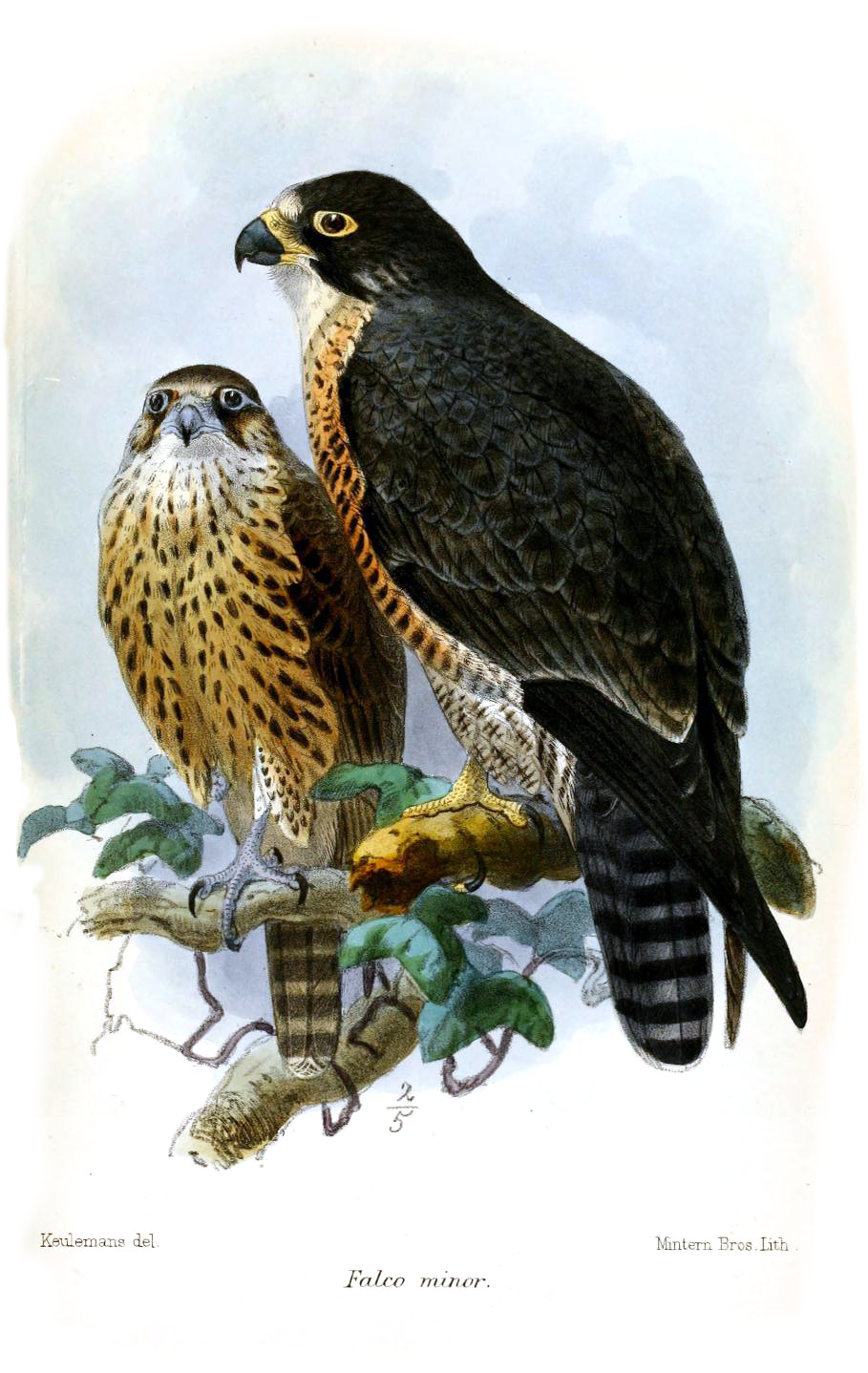
minor 亞種的插圖 科伊勒曼斯，1874

Falco peregrinus的亞種描述繁多，1994年出版的《世界鳥類手冊》中接受了19個亞種，該手冊認為巴巴里隼分布於加那利群島及北非沿海，屬於Falco peregrinus的兩個亞種（pelegrinoides和babylonicus），而非單獨的物種F. pelegrinoides。下圖顯示了這19個亞種的一般分布範圍。
- Falco peregrinus anatum，由夏爾·呂西安·波拿巴於1838年描述[32]，被稱為美洲遊隼或「鴨隼」；其學名意為「鴨遊隼」。曾一度被部分歸入leucogenys。主要分布於洛基山脈，曾在北美洲的苔原與墨西哥北部之間廣泛分布，現正透過重引入努力恢復其族群[32]。除北方地區繁殖的個體外，多數成熟的anatum會在繁殖地過冬。多數迷鳥抵達西歐的個體似乎屬於tundrius，該亞種自1968年起被視為獨立分類，其體型略小於指名亞種；成鳥腹部略淡且斑紋較少，幼鳥則顏色較深且斑紋較多。雄鳥重500至700 g（1.1—1.5磅），雌鳥重800至1,100 g（1.8—2.4磅）[18]。該亞種已在北美洲東部局部滅絕，當地族群因外來引入鳥類而成為混血[33]。

- Falco peregrinus babylonicus，由菲利普·斯克萊特於1861年描述，分布於伊朗東部、興都庫什山脈、天山及蒙古阿爾泰山脈地區。少數個體在印度北部和西北部越冬，主要棲息於乾燥的半沙漠地區[34]。比pelegrinoides顏色更淡，類似於小型且顏色較淡的地中海隼（Falco biarmicus）。雄鳥重330至400克（12至14盎司），雌鳥重513至765克（18.1至27.0盎司）[10]。

- Falco peregrinus brookei，由理察·鮑德勒·夏普於1873年描述，也稱為地中海遊隼或馬耳他隼[note 1]。包含caucasicus以及多數被提議為punicus的標本，儘管其他可能屬於pelegrinoides（巴巴里隼），或者是此二者可能在阿爾及利亞附近地區的稀有雜交種。分布於伊比利半島周圍，除了乾旱地區的地中海沿岸以及高加索地區。牠們非遷徙性。比指名亞種更小，腹部通常帶有鐵鏽色調[11]。雄鳥約重445 g（0.981磅），雌鳥重達920 g（2.03磅）[10]。

- Falco peregrinus calidus，由約翰·萊瑟姆於1790年描述，過去被稱為leucogenys，並包括caeruleiceps。該亞種分佈於歐亞大陸北極苔原地區，從摩爾曼斯克州延伸至亞納河及因迪吉爾卡河一帶的西伯利亞。此種完全遷徙，冬季南下至南亞及撒哈拉以南非洲，常見於濕地棲地。[35] 它比指名亞種更為淡色，特別是在頭頂部分。雄性體重588至740 g（1.296—1.631磅），雌性體重925至1,333 g（2.039—2.939磅）。[10]

- Falco peregrinus cassini，由夏普於1873年描述，又稱為南方遊隼（austral peregrine falcon）。其包含kreyenborgi，即蒼白隼（pallid falcon），[note 2]，這是一種白化的型態變異，出現在南美洲南部，被長期認為是一個獨立物種。[36] 其分佈範圍涵蓋南美洲，從厄瓜多爾至玻利維亞、北阿根廷、智利，延伸至火地群島及福克蘭群島。[11] 它為非遷徙性鳥類，外觀上類似指名亞種，但稍小，並有黑色耳區。蒼白隼型態（kreyenborgi）背部為中灰色，下方幾乎無條紋，頭部花紋類似獵隼（Falco cherrug），但耳區為白色。[36]

- Falco peregrinus ernesti，由夏普於1894年描述，分佈於巽他群島、菲律賓，南至新幾內亞東部及其附近的俾斯麥群島。其與nesiotes之地理分隔尚需確認。它為非遷徙性鳥類，其下側有非常深色、密集的條紋，並有黑色耳覆羽。

- Falco peregrinus furuitii，由籾山於1927年描述，分佈於伊豆及小笠原群島，位於日本本州以南。該亞種為非遷徙性鳥類，極為稀有，可能僅存於一座島嶼上。[9] 該形態較深色，顏色上類似pealei，但更深，尤其是在尾部。[11]

- Falco peregrinus japonensis，由格梅林於1788年描述，包括kleinschmidti、pleskei及harterti，似乎是calidus的中間型。其分佈於西伯利亞東北部至堪察加半島（但可能在沿海地區被pealei取代）及日本。北方族群為遷徙性，而日本族群則為留鳥。其外觀上類似指名亞種，但幼鳥比anatum的幼鳥更深色。

- Falco peregrinus macropus，由斯韋因森於1837年描述，即澳大利亞遊隼（Australian peregrine falcon）。其分佈於澳大利亞，除了西南地區以外的所有區域。該亞種為非遷徙性鳥類，外觀類似brookei，但稍小且耳區完全為黑色，足部比例較大。[11]

- Falco peregrinus minor，最早由波拿巴於1850年描述。過去通常被稱為perconfusus。[31] 該亞種分佈稀疏且分布不均，主要分佈於撒哈拉以南非洲的大部分地區，以及南部非洲的廣泛地區。據稱，其分佈北延至大西洋沿岸，最遠可達摩洛哥。該亞種為非遷徙性且色深。這是所有亞種中體型最小的，體型較小的雄性體重僅約為300 g（11 oz）。

- Falco peregrinus nesiotes，由邁爾於1941年描述，[37] 分佈於斐濟，可能也包括瓦努阿圖及新喀里多尼亞。為非遷徙性鳥類。[38]

- Falco peregrinus pealei，由里奇韋於1873年描述，即皮爾隼，包含rudolfi。[39] 其分佈於北美洲太平洋西北地區，從普吉特海灣向北延伸至不列顛哥倫比亞海岸（包括海達瓜依群島），再延伸至阿拉斯加灣及阿留申群島，直至俄羅斯白令海東部沿岸，[39] 可能亦出現於千島群島及堪察加半島沿岸。為非遷徙性鳥類，為體型最大的亞種，看起來像是一個放大且色調更深的tundrius，或是一個具有明顯條紋的大型anatum。喙非常寬。[40] 幼鳥偶爾具有淡色頭頂。雄性體重700至1,000 g（1.5—2.2磅），雌性體重1,000至1,500 g（2.2—3.3磅）。[18]

- Falco peregrinus pelegrinoides，最早由特明克於1829年描述，其分佈範圍從加那利群島經北非至近東及美索不達米亞。該亞種與brookei最為相似，但背部明顯更淡色，頸部帶有鐵鏽色，下側呈淺米色，且條紋較少。其體型小於指名亞種，雌性體重約為610 g（1.34磅）。[10]

- Falco peregrinus peregrinator，由松德瓦爾於1837年描述，又稱為印度遊隼（Indian peregrine falcon）、黑沙隼（black shaheen）、印度沙隼（Indian shaheen）[note 3]或沙隼。[41] 過去有時被稱為Falco atriceps或Falco shaheen。其分佈範圍涵蓋南亞，從整個印度次大陸延伸至斯里蘭卡及中國東南部。在印度，沙隼分佈於所有邦，除北方邦外，主要棲息於岩石及丘陵地區。該亞種亦見於孟加拉灣的安達曼群島及尼科巴群島。[34] 其巢內產卵數量為3至4顆，雛鳥出巢時間為48天，平均每巢育雛成功數為1.32隻。在印度，除崖壁築巢外，也記錄到於人造結構如建築物及手機信號塔上築巢的情況。[34] 1996年曾對斯里蘭卡進行估算，約有40對繁殖配偶。[42] 此亞種為非遷徙性，體型小且色深，下側帶有紅褐色。在斯里蘭卡，該亞種偏好較高的山地，而遷徙性的calidus則更常見於沿海地區。[43]

- Falco peregrinus peregrinus，指名亞種，由唐斯托爾於1771年描述，分佈於歐亞大陸的溫帶地區，北至苔原，南至比利牛斯山脈、地中海地區及阿爾卑德山脈帶。[32] 在歐洲主要為非遷徙性，但在斯堪的納維亞及亞洲為遷徙性。雄性體重580至750 g（1.28—1.65磅），雌性體重925至1,300 g（2.039—2.866磅）。[10] 該亞種包括brevirostris、germanicus、rhenanus及riphaeus。

- Falco peregrinus radama，由哈特勞布於1861年描述，分佈於馬達加斯加及科摩羅群島。為非遷徙性鳥類。[11]

- Falco peregrinus submelanogenys，由馬修斯於1912年描述，即西南澳大利亞的遊隼。該亞種分佈於澳大利亞西南部，為非遷徙性鳥類。

- Falco peregrinus tundrius，由C.M. White於1968年描述，曾被包含在leucogenys之中。其分佈於北美洲的北極苔原至格陵蘭，並遷徙至中部及南美洲的越冬地。[40] 多數迷鳥抵達西歐的個體屬於此亞種，過去曾被認為與anatum同義。該亞種是calidus在新大陸的對應種。其體型較小且顏色較淡，與anatum相比，大多數個體具有顯著的白色前額及耳區，但頭頂及「鬍鬚」部分顏色非常深，與calidus不同。[40] 幼鳥顏色較calidus更棕且不如其灰，與anatum相比則更淺，有時幾乎呈沙色。雄性體重500至700 g（1.1—1.5磅），雌性體重800至1,100 g（1.8—2.4磅）。[18] 儘管目前被視為有效的亞種，一項針對種群衰退前（即博物館標本）及現代恢復後種群的遺傳學研究未能在anatum及tundrius兩個亞種間區分出遺傳差異。[44]

### 巴巴利隼
巴巴利隼是遊隼的一個亞種，分佈於北非部分地區；具體來說，範圍從加那利群島延伸至阿拉伯半島。關於此鳥的分類地位存在討論，一些學者認為其為遊隼的亞種，另一些則認為其為一個獨立物種，且包含兩個亞種（White等，2013）。與其他遊隼亞種相比，巴巴利隼體型更為纖細，並具有獨特的羽色圖案。儘管該鳥在加那利群島的數量及分佈範圍普遍有所增加，但仍被視為瀕危物種；人類活動如馴鷹及獵捕對其生存造成威脅。馴隼進一步加劇了加那利群島隼類的物種劃分及遺傳問題，因為這一做法促進了島外個體與島上原生個體的遺傳混合。於加那利群島七大島嶼中最大的特內里費島，巴巴利隼的種群密度為1.27對/100 km2，每對之間的平均距離為5869 ± 3338米。該隼僅於海拔平均697.6米的大型自然懸崖附近被觀察到，顯示其偏好遠離人類活動的高大懸崖環境。
巴巴利隼的頸部有紅色斑塊，但其他外貌僅依據格洛格氏定律，即色素沉著與環境濕度相關的規則，與遊隼正種有所不同。 巴巴利隼有一種特殊的飛行方式，僅拍動翅膀的外部部分，類似於暴雪鸌的飛行方式；這種飛行方式在遊隼中亦偶有出現，但頻率更低且不如巴巴利隼明顯。 巴巴利隼的肩部及骨盆骨相比遊隼更加粗壯，且腳部較小。 巴巴利隼的繁殖季節與相鄰的遊隼亞種不同，但具有雜交能力。 遊隼-巴巴利隼（「peregrinoid」）複合體內的遺傳距離為0.6–0.7%。

## 生態與行為

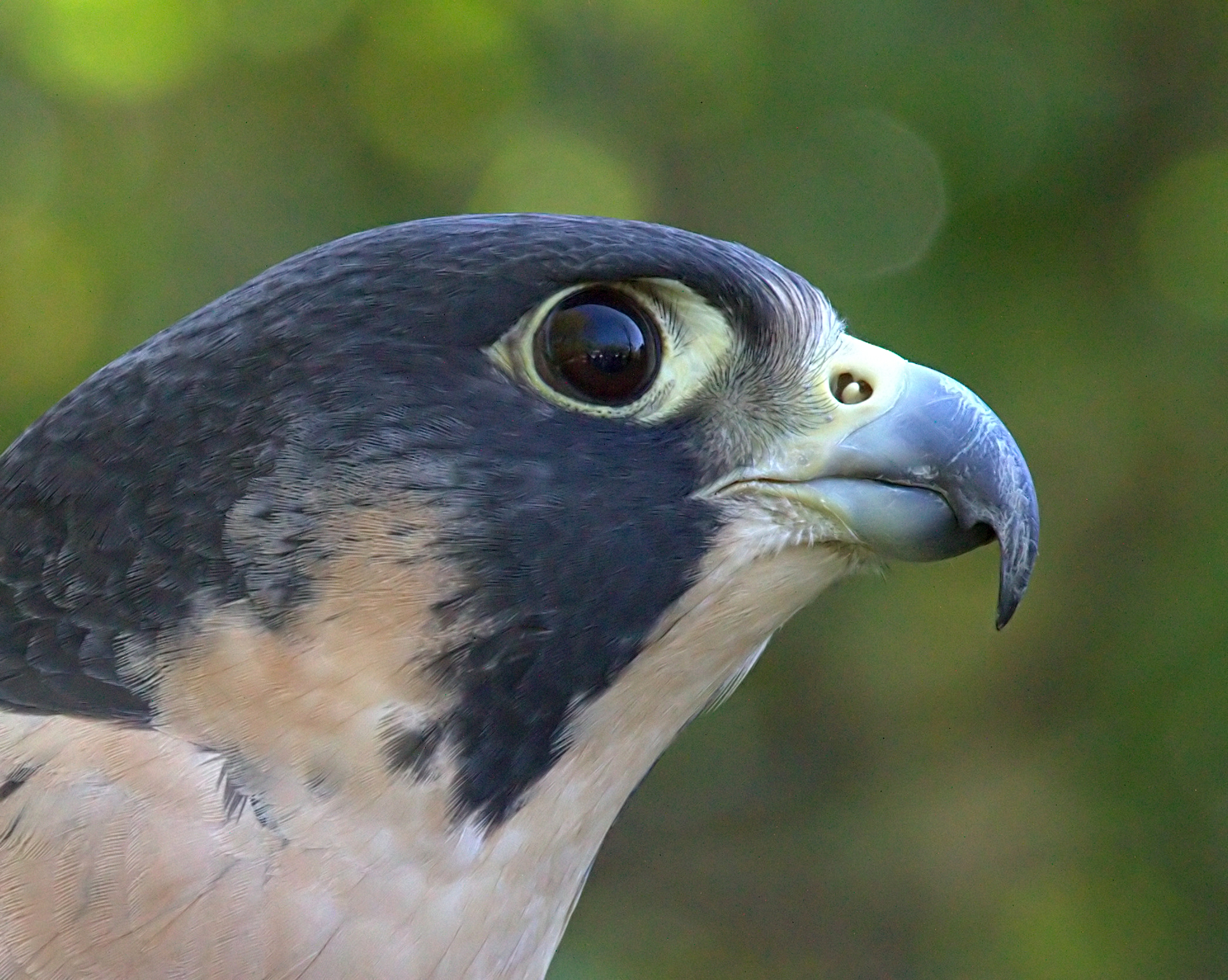
特寫顯示鼻孔的小骨瘤

普通飛行時的輪廓（左）與俯衝初始時的輪廓（右）

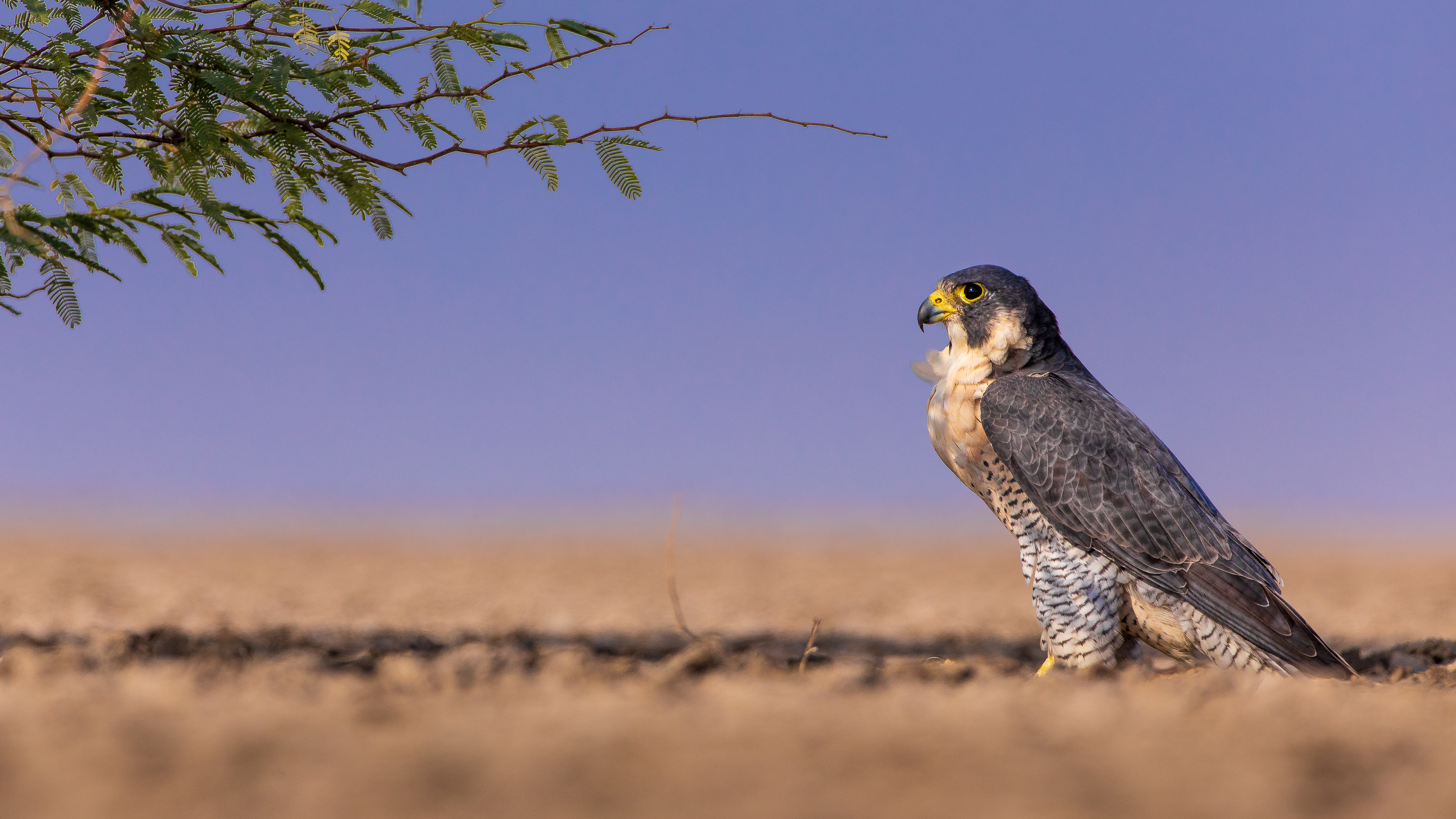
位於印度古吉拉特邦的大刻赤沼澤地中的棲地

遊隼主要棲息於山脈、河谷、海岸線，並且越來越多地出現在城市中。 在冬季溫和的地區，它通常是定居鳥類，而一些個體，尤其是成年雄性，會留在繁殖領地。僅在北極氣候區繁殖的種群會在北半球冬季遷徙長距離。
遊隼在俯衝時達到的速度比地球上任何其他動物都快。 其俯衝行為涉及上升到高空，然後以超過320 km/h（200 mph）的速度急劇下降，並用翅膀擊中獵物的一側，以免在撞擊時傷害自己。 這樣的俯衝所產生的氣壓可能會損害鳥類的肺部，但據推測，其鼻孔上的小骨瘤可以引導強大的氣流遠離鼻孔，使其在俯衝時更容易呼吸，減少氣壓變化的影響。 為了保護眼睛，遊隼利用瞬膜（第三眼瞼）分布淚水並清除眼部的碎屑，同時保持視力。其顯著的頰紋或「鬍鬚」，即眼睛下方的深色羽毛區域，被認為能減少陽光眩光，並在光線明亮的環境下瞄準快速移動的獵物時提高對比敏感度。在太陽輻射較強的地區，頰紋被發現更寬且更明顯，支持這一減輝假說。 遊隼的閃爍融合頻率為129 赫茲（每秒循環次數），對於其體型的鳥類來說非常快，遠超哺乳動物。 一項測試「理想隼」飛行物理性的研究發現，其低空飛行的理論速度極限為400 km/h（250 mph），高空飛行為625 km/h（388 mph）。 在2005年，Ken Franklin記錄到一隻遊隼以389 km/h（242 mph）的最高速度俯衝。
野外遊隼的壽命可達19年零9個月。 第一年死亡率為59–70%，成鳥類每年的死亡率下降至25–32%。 除了如人類對環境的影響般的人為威脅（如撞擊人造物體），遊隼也可能被更大的鷹和貓頭鷹殺害。
遊隼是多種寄生物及病原體的宿主。它是禽痘病毒、新城病病毒、隼疱疹病毒1型（以及可能的其他疱疹病毒）、某些真菌病及細菌感染的媒介。其內寄生蟲包括Plasmodium relictum（通常不會在遊隼中引起瘧疾）、吸蟲科的吸蟲、Serratospiculum amaculata（線蟲），以及絛蟲。已知的遊隼體外寄生蟲包括咀嚼蝨、Ceratophyllus garei（一種跳蚤），以及蠅科的寄生蝇（Icosta nigra、Ornithoctona erythrocephala）。

### 餵食

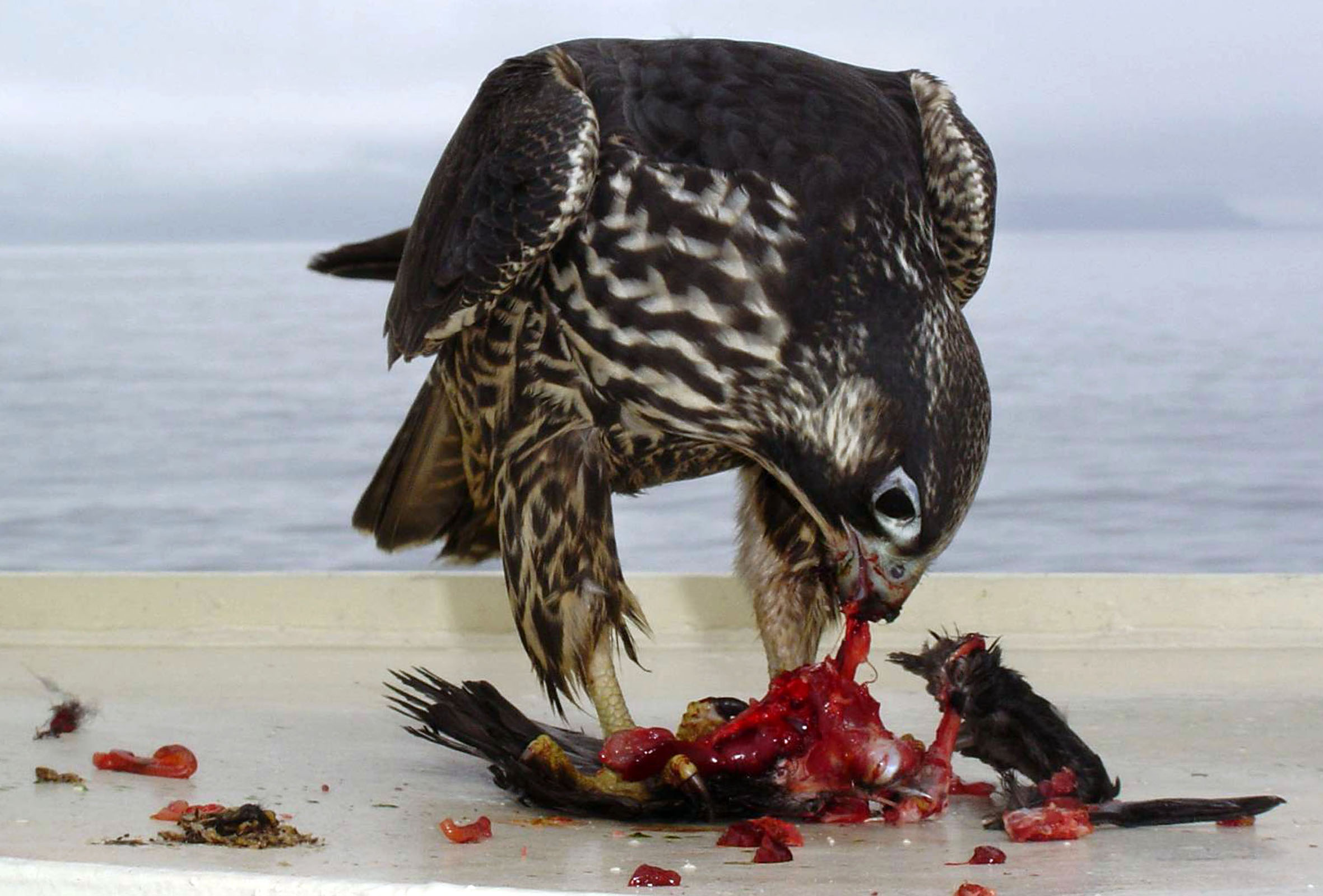
一隻未成熟的遊隼正在船甲板上進食其獵物

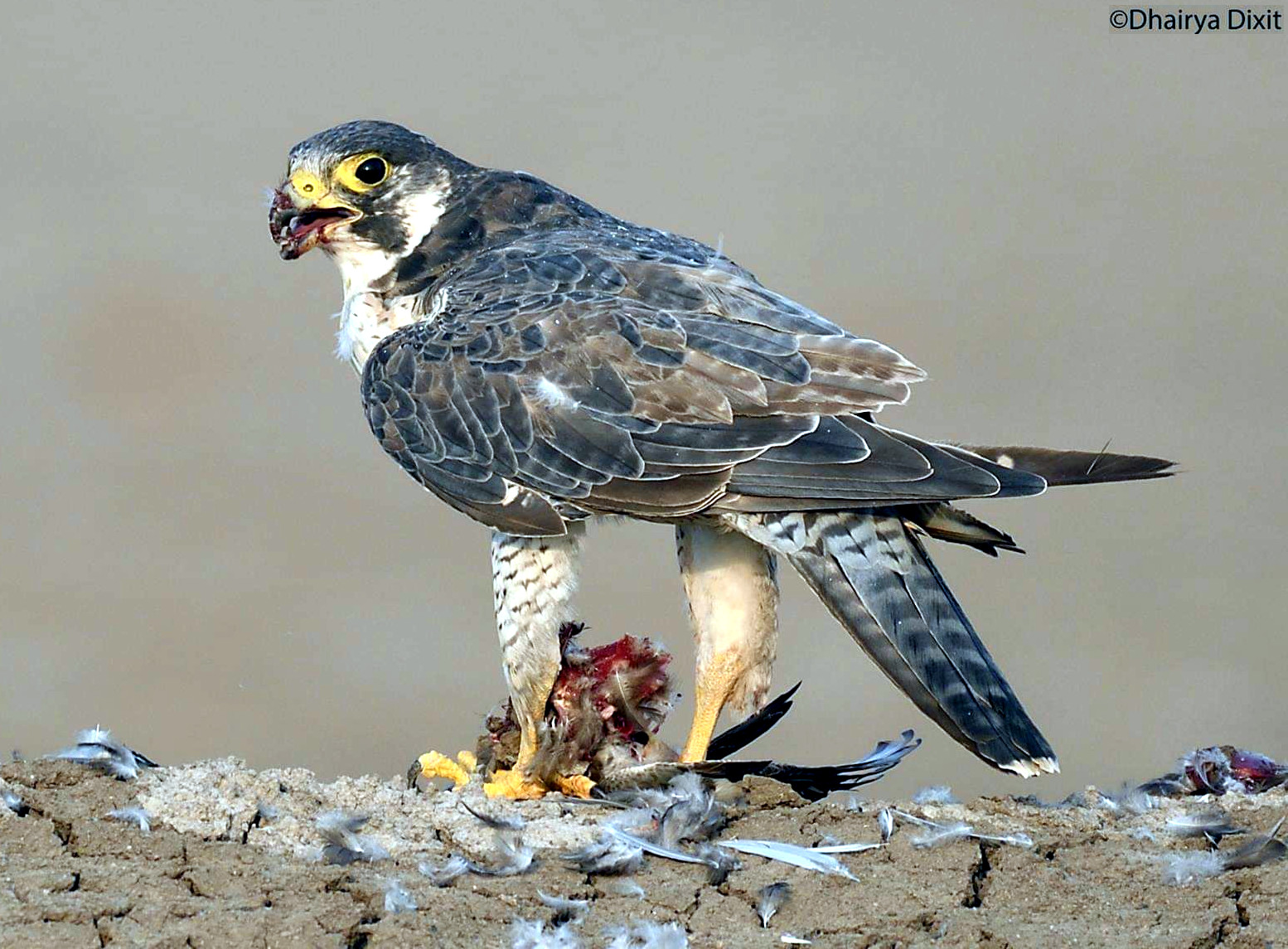
一隻成年遊隼（f.p. calidus）正在印度古吉拉特邦小蘭恩沼澤（Little Rann of Kutch）捕食一隻小水鴨（屬於鴨科的一種鳥類）

遊隼的飲食多樣化，並根據不同地區的可用獵物進行適應。然而，它通常捕食中型鳥類，例如鴿子與斑鳩、水鳥、遊禽、鳴禽、鸚鵡、海鳥和涉禽。 全球範圍內估計約有1,500到2,000種鳥類，即世界鳥類總數的約五分之一，曾被這些遊隼捕食。遊隼在北美捕食的鳥類種類最為多樣，超過300種，其中包括近100種鷸鴴類。 其獵物範圍從重3 g（0.11 oz）的蜂鳥（Selasphorus和Archilochus亞種）到重3.1（6.8磅）的沙丘鶴，但遊隼捕食的獵物多數重在20 g（0.71 oz）（小型雀形目鳥類）至1,100 g（2.4磅）之間（鴨、雁、潛鳥、鷗、松雞、雷鳥與其他榛雞）。 小型鷹（例如尖翅鷹）和鴞經常被捕食，還有較小的隼類，例如美國隼、灰背隼（merlin）以及罕見情況下的其他遊隼。
在城市地區，遊隼傾向於在高層建築或橋樑上築巢，其主要食物來源是各種鴿子。 在這些鴿子中，原鴿或野鴿佔遊隼飲食的80%或更多。其他常見的城市鳥類也經常被捕食，包括哀鴿、原鴿、普通雨燕、普通撲動鴷、灰斑鳩、歐洲椋鳥、旅鶇、烏鶇以及鴉科鳥類，例如喜鵲、松鴉或小嘴烏鴉、家鴉和短嘴鴉。 大型亞種pealei的沿海種群幾乎完全以海鳥為食。 在巴西庫巴唐的紅樹林，有觀察到一隻冬季居住的tundrius亞種遊隼成功捕食一隻幼年美洲紅䴉。
在哺乳動物獵物中，夜間最常被捕食的是蝙蝠，例如Eptesicus、Myotis、Pipistrellus和Tadarida屬。 儘管遊隼通常不偏好地面上的哺乳類獵物，但在蘭京海口，遊隼主要捕食北方領鼩鼱（Dicrostonyx groenlandicus），偶爾還捕食一些北極地松鼠（Urocitellus parryii）。 其他小型哺乳類，例如鼩鼱、鼠、鼠類、田鼠和松鼠，較少被捕食。 遊隼偶爾會捕食兔，主要是幼兔和幼年野兔。 此外，在其獵物殘骸中發現了赤狐幼崽和成年雌美洲貂的遺骸。 昆蟲和爬行動物（例如小型蛇）在其飲食中佔很小比例，但也曾發現遊隼捕食鮭魚類。
遊隼最常在黎明和黃昏時狩獵，因為這是獵物最活躍的時間，但在城市中也會在夜間狩獵，特別是在遷徙期間，夜間狩獵可能變得更加普遍。遊隼捕食的夜間遷徙鳥類包括種類多樣的黃嘴杜鵑、黑頸鸊鷉、弗吉尼亞秧雞和鵪鶉。 遊隼需要開闊的空間來狩獵，因此經常在開闊水域、沼澤、山谷、田野和苔原上方進行狩獵，通常從高處棲息點或空中尋找獵物。 尤其是像濱鳥這樣喜歡聚集在開闊地區的遷徙鳥類群體，對狩獵中的遊隼非常具有吸引力。一旦發現獵物，它就開始俯衝，將尾巴和翅膀折回，雙足蜷縮。 獵物通常在空中被擊中並捕獲；遊隼用攥緊的足擊打獵物，通過撞擊將其擊暈或殺死，然後轉身在空中接住獵物。 如果獵物太重無法攜帶，遊隼會將其丟到地面並在地面上進食。如果第一次擊打失誤，遊隼會在盤旋的飛行中追逐獵物。
雖然以前被認為很少見，但已報告了幾起遊隼使用地形進行伏擊狩獵的案例，即利用地形突襲地面上的獵物，甚至罕見地追逐地面上的獵物。此外，遊隼被記錄到捕食巢中的幼鳥，例如三趾鷗的雛鳥。 獵物在食用前會被拔毛。 一項2016年的研究表明，遊隼的存在有利於非主要獵物種類，同時導致其首選獵物的數量下降。 截至2018年，記錄中最快的遊隼速度達到每小時242英里（接近每小時390公里）。2018年，荷蘭格羅寧根大學和牛津大學的研究人員使用3D計算機模擬表明，高速讓遊隼在擊打中獲得了更好的機動性和精確性。

### 繁殖

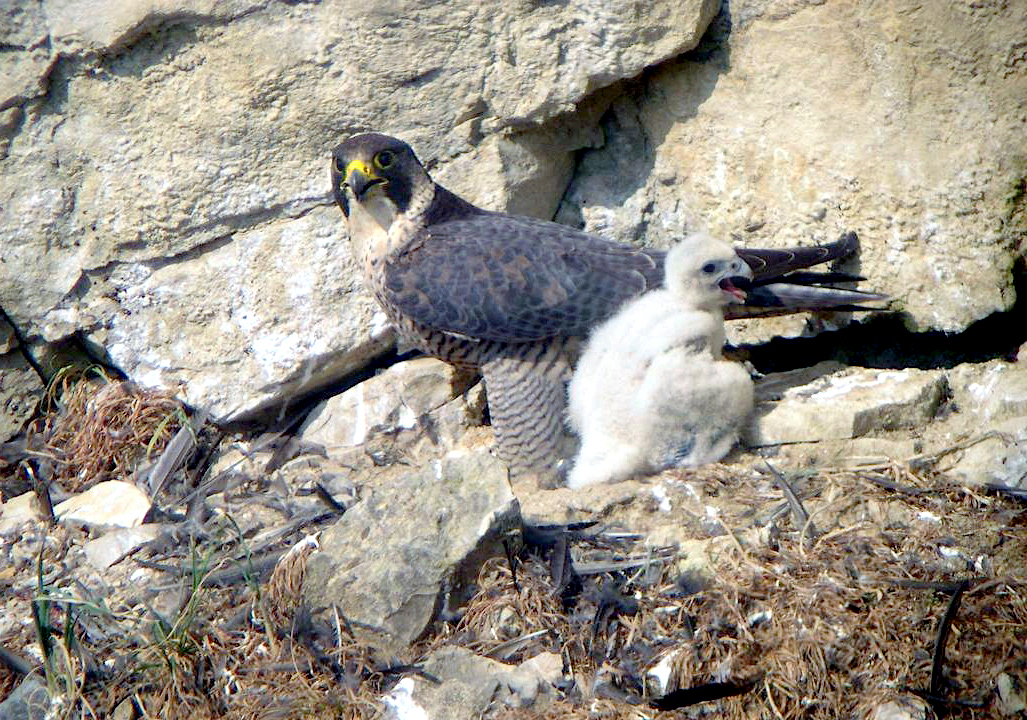
位於法國的巢穴

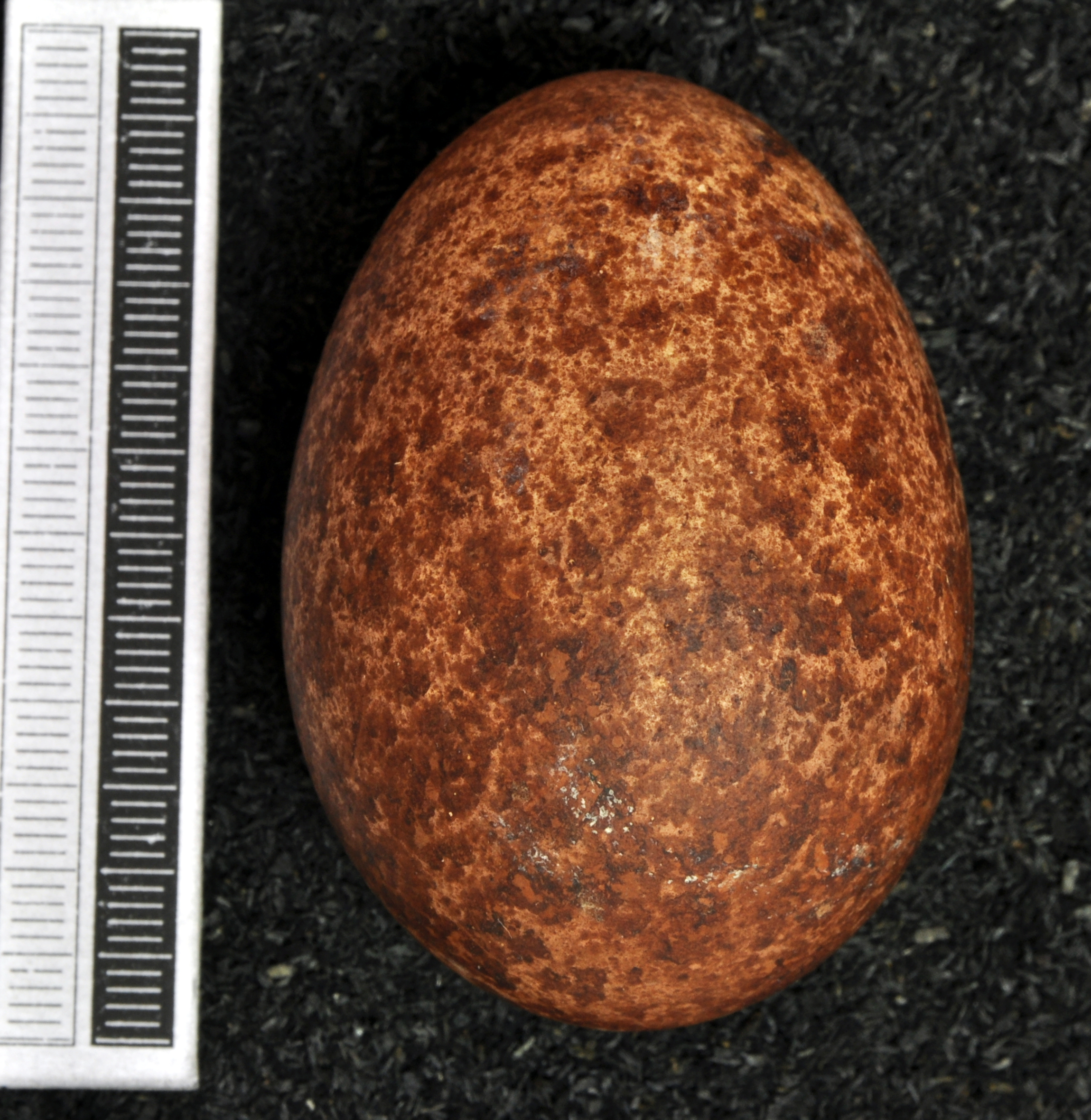
蛋，威斯巴登博物館

遊隼在1至3歲時達到性成熟，但在較大的族群中，它們通常在2至3歲時才會繁殖。一對遊隼終身配偶，每年回到同一巢穴地點。求偶飛行包括一系列空中特技、精確的螺旋飛行和陡峭俯衝。 雄鳥將捕獲的獵物在空中傳遞給雌鳥。為了實現這一點，雌鳥會倒掛飛行以接住雄鳥爪中的食物。
在繁殖季節，遊隼具有領域性；繁殖配對的巢穴之間通常相隔超過1 km（0.62 mi），在擁有大量族群的地區甚至距離更遠。 巢穴之間的距離確保每對配偶及其雛鳥有足夠的食物來源。在一個繁殖領地內，一對遊隼可能有多個巢穴，數量在16年內可從一個或兩個增至七個。

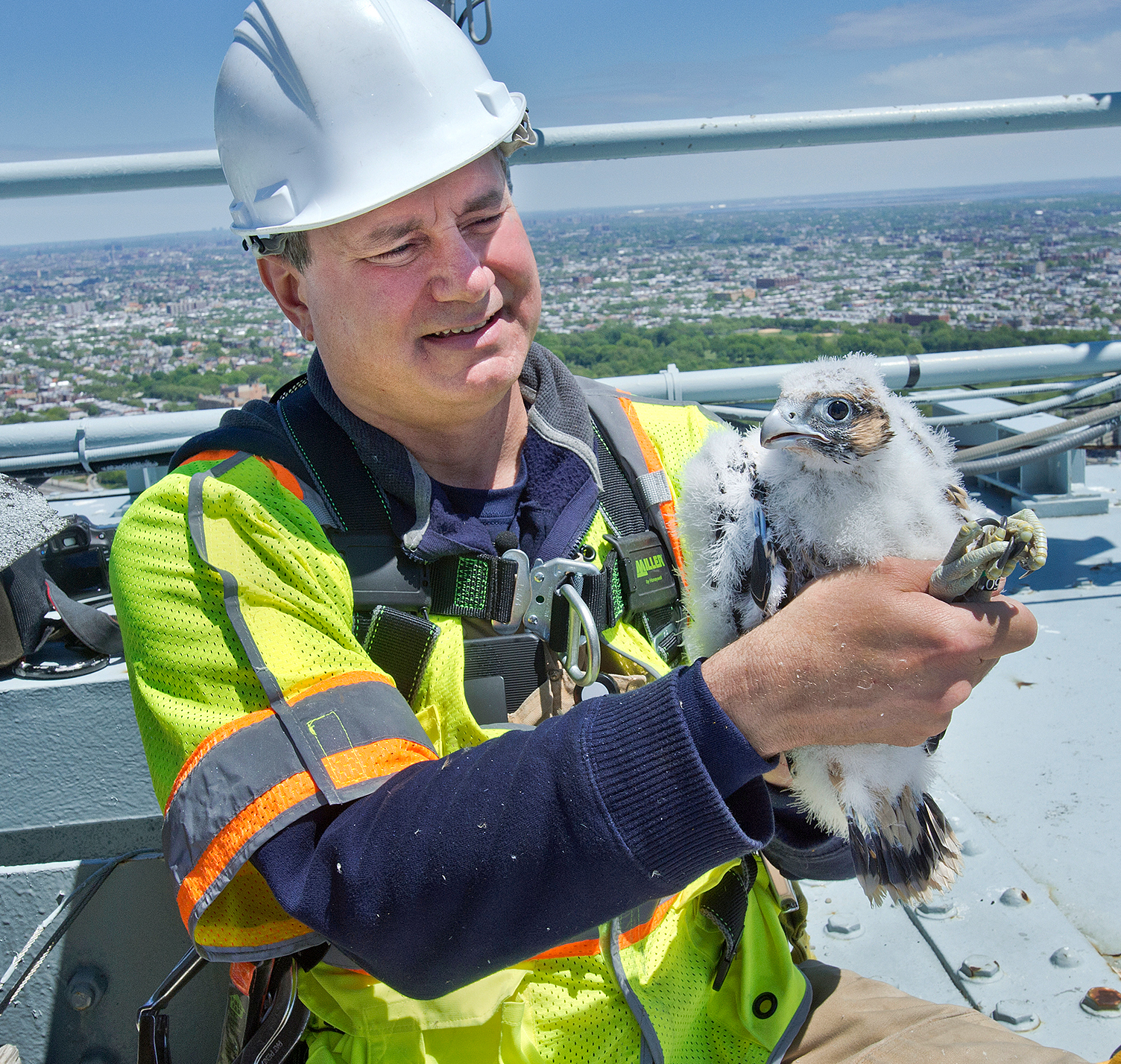
紐約市 韋拉札諾海峽大橋 的巢中的遊隼雛鳥正在被標記

遊隼以刮出凹坑方式築巢，通常位於懸崖邊緣。 雌鳥選擇巢址，在鬆散的土壤、沙子、礫石或枯萎的植物中刮出一個淺洞來產卵，並不添加其他築巢材料。 懸崖巢穴通常位於懸挑下方，並且在帶有植被的邊緣上，南向的位置更受青睞。 在某些地區，例如澳大利亞部分地區以及北美西海岸，大型樹洞被用作巢穴。在大多數歐洲遊隼消失之前，中歐和西歐的大型族群常使用其他大型鳥類廢棄的巢穴。 在北極等偏遠且無人干擾的地區，陡峭的山坡甚至低矮的岩石和小丘也可作為巢址。在其分佈範圍的許多地方，遊隼現在也經常在高樓或橋樑上築巢；這些人工結構的繁殖地點與遊隼偏好的自然懸崖邊緣相似。
遊隼會防禦所選巢址，驅趕其他遊隼，以及渡鴉、鷺、鷗等鳥類；如果是在地面築巢，還可能對抗如狐狸、狼獾、貓科動物、熊、灰狼及美洲獅等哺乳動物。 巢穴和（較少情況下）成鳥可能被大型猛禽，如鷹、大型大鵰鴞或獵隼捕食。在北美和歐洲，遊隼巢穴的最主要捕食者是大鵰鴞和雕鴞。當嘗試重新引入遊隼時，這兩種鴞經常在夜間捕食雛鳥、即將離巢的幼鳥及成鳥，是最嚴重的威脅。 防禦巢穴的遊隼甚至能通過全速俯衝伏擊，殺死接近巢穴的大型猛禽，例如金鵰和白頭海鵰（儘管它們通常避免將其視為潛在捕食者）。 有一次，一隻雪鴞捕殺了一隻剛離巢的遊隼，結果這隻較大的鴞反而被俯衝的遊隼親鳥殺死。
產卵日期因地區而異，但在北半球通常在2月至3月之間，在南半球則為7月至8月。然而，澳大利亞亞種macropus可能遲至11月才會繁殖，而赤道附近的族群可能在6月至12月之間的任何時間築巢。如果蛋在繁殖季早期丟失，雌鳥通常會再產一窩蛋，但由於夏季短暫，這在北極極為罕見。一般每窩產三至四顆蛋，但有時少至一顆或多至五顆。 蛋呈白色至淡黃色，帶有紅色或棕色斑點。 孵化期為29至33天，主要由雌鳥負責； 雄鳥在白天會協助孵卵，但只有雌鳥在夜間孵化。每窩平均約有2.5隻幼鳥，約有1.5隻能夠成功飛出巢穴，原因包括不育蛋的偶然出現以及各種自然損失導致雛鳥死亡。
孵化後，雛鳥（稱為"es"）覆蓋著奶白色的絨毛，雙足大得不成比例。 雄鳥（稱為""）和雌鳥（簡稱為"隼"）都會離巢捕食，為幼鳥提供食物。 親鳥的狩獵範圍可延伸至距巢穴19至24 km（12至15 mi）的半徑內。 雛鳥在孵化後42至46天開始飛行，並在接下來的兩個月內仍依賴親鳥餵養。

## 與人類的關係

### 獵鷹術中的應用

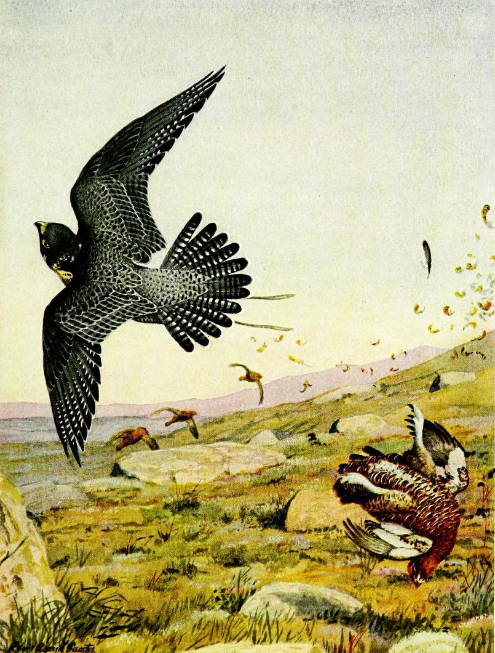
馴養的遊隼攻擊紅松雞，由路易斯·阿加西茲·富埃特繪製（1920）

遊隼是一種備受推崇的獵鷹術鳥類，自超過3,000年前便被使用於鷹獵中，起源於中亞的遊牧民族。 它在鷹獵中的優勢不僅在於其運動能力和強烈的狩獵意願，還在於它性情溫和，易於訓練，是較容易駕馭的隼類之一。 遊隼另一個優勢是其天然的飛行模式——在獵鷹師頭頂盤旋（稱為「等待」），等待獵物被驚出，隨後以高速俯衝捕捉獵物。俯衝的速度不僅讓隼能夠捕捉快速飛行的鳥類，也增強了它捕捉高機動性獵物的能力， 並且能用像拳頭般緊握的爪子對遠大於自身的獵物進行致命一擊。
此外，遊隼的多樣性使其極具適應性——既能憑藉敏捷性捕捉小型鳥類，又能憑藉力量與攻擊方式捕捉大於自身的獵物。結合眾多遊隼亞種的廣泛體型範圍，幾乎適合狩獵任何大小和類型的獵鳥。這種體型範圍是為適應不同環境和獵物種類而演化的，從最大亞種的雌鳥到最小亞種的雄鳥，體型比例約為五比一（約1,500克至300克）。小型和中型亞種的雄鳥，以及小型亞種的雌鳥，在捕捉如鴿子、鵪鶉和小型鴨類等迅捷靈活的小型獵鳥方面表現出色。大型亞種的雌鳥則能捕捉如最大型的鴨類、雉雞和松雞等大型且強壯的獵鳥。
獵鷹師訓養的遊隼偶爾被用於在機場驅趕鳥類，以降低鳥擊風險，提升航空交通安全性。 它們也曾在第二次世界大戰期間被用於攔截信鴿。
遊隼已成功在人工環境中繁殖，供鷹獵使用或釋放至野外。 在美國，直到2004年，幾乎所有用於鷹獵的遊隼都是人工繁殖的後代，其種群來自於美國瀕危物種法案實施之前捕獲的隼，以及來自加拿大和特殊情況下的野生基因注入。遊隼於1999年從美國瀕危物種名單中除名。成功的復育計畫得益於獵鷹師的努力和知識，他們與遊隼基金會以及州和聯邦機構合作，通過一種稱為放飛訓練的方法進行復育。最終，在與美國魚類與野生動物管理局密切合作多年後，2004年首次允許有限的野生遊隼捕捉，這是30多年來首次專為獵鷹術捕捉野生遊隼。
人工繁殖技術的發展使遊隼能夠以商業方式供應，用於鷹獵，從而大大減少了捕捉野生鳥類的需求。當前捕捉野生遊隼的主要原因是維持繁殖血統的健康基因多樣性。遊隼與獵隼的混種也可供使用，這些混種結合了兩種鳥類的最佳特性，被許多人認為是獵捕如鼠尾草松雞等大型獵物的終極鷹獵鳥類。這些混種既具有獵隼更大的體型、力量和水平速度，又保有遊隼的俯衝習性及對溫暖氣候的更佳耐受性。

### 因殺蟲劑導致的數量下降
在1950年代、60年代和70年代，由於使用有機氯殺蟲劑，尤其是滴滴涕，遊隼在其大部分範圍內成為瀕危物種。 殺蟲劑的生物放大作用導致有機氯在遊隼的脂肪組織中積累，減少了蛋殼中的鈣含量。由於蛋殼變薄，較少的隼蛋能成功孵化。 此外，遊隼中發現的多氯聯苯（PCB）濃度取決於隼的年齡。年輕鳥類（僅幾個月大）中檢測到高濃度，而成熟鳥類中濃度更高，並在成年遊隼中進一步增加。 這些殺蟲劑還導致隼的獵物（例如黑鸌）也產生更薄的蛋殼。 在世界的一些地方，例如美國東部和比利時，這一物種因而遭到局部滅絕。 一種替代觀點認為，北美東部的種群因狩獵和採集鳥蛋而消失。 在禁止使用有機氯殺蟲劑後，遊隼在蘇格蘭的繁殖成功率有所提高，表現在領地佔有率和繁殖成功率的提升上，但復育率的空間差異表明，某些地區的遊隼還受到其他因素（如迫害）的影響。

### 復育工作
遊隼復育團隊在人工環境中繁殖此物種。 雛鳥通常通過滑槽餵食或使用模仿遊隼頭部的手偶餵養，這樣雛鳥便無法看到銘印在人類訓練者身上。 當它們足夠成熟時，飼養箱會被打開，讓鳥兒鍛煉其翅膀。隨著幼鳥逐漸變強，餵食量會減少，迫使其學習狩獵。這一過程被稱為放飛訓練（hacking back to the wild）。 為釋放人工繁殖的遊隼，會將鳥放置在塔頂或懸崖邊的特殊籠子中，幾天後，讓其逐漸適應未來的環境。
全球的復育工作取得了顯著成功。 限制滴滴涕（DDT）使用的廣泛措施最終讓釋放的鳥類得以成功繁殖。 遊隼於1999年8月25日從美國的瀕危物種名單中除名。
針對遊隼基金會在美國本土復育遊隼過程中使用的人工繁殖種群來源，曾存在一些爭議。復育種群包括了幾個遊隼亞種，其中也包含歐亞地區的鳥類。由於Falco peregrinus anatum的東部種群遭到局部滅絕，Falco peregrinus anatum 中西部anatum種群幾近滅絕，加之北美繁殖種群的基因庫有限，引入非原生亞種的做法是為了優化整體物種內的基因多樣性。
1970年代，由於有機氯殺蟲劑的生物累積導致大量數量下降，芬蘭的遊隼經歷了族群瓶頸。然而，芬蘭遊隼的基因多樣性與其他族群相似，這表明高分散率維持了該物種的基因多樣性。
由於遊隼的蛋與雛鳥至今仍經常成為非法偷獵者的目標， 未受保護的巢穴位置通常不會公開。

### 當前狀況

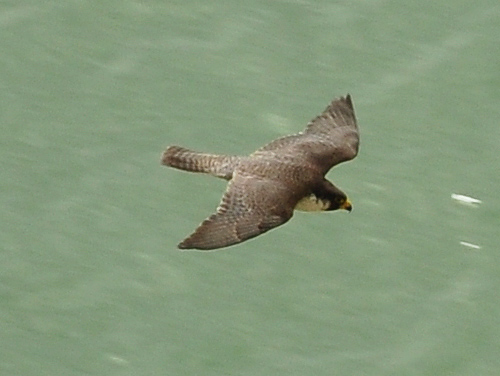
在英國多佛白崖海岸線飛行的遊隼

遊隼的數量在全球大多數地區已經恢復。在英國，自1960年代數量崩潰以來，種群逐漸復甦，這主要得益於皇家鳥類保護協會（RSPB）主導的保育與保護工作。RSPB估計，2011年英國共有1,402對繁殖中的遊隼。 在加拿大，遊隼於1978年被列為瀕危物種（當年在育空地區僅發現一對繁殖中的遊隼），但加拿大瀕危野生動物狀況委員會於2017年12月宣布該物種不再受威脅。
遊隼現在在許多山區和沿海地區繁殖，特別是在西部和北部，並在某些城市地區築巢，利用城市中的野鴿族群作為食物。 此外，遊隼受益於人工照明，延長了其狩獵時間至黃昏，當自然光線不足以讓它們追逐獵物時，仍可捕獵。在英格蘭，這使得它們能夠捕食如白眉歌鶇、田鶇、歐洲椋鳥和山鷸等夜間遷徙鳥類。
在世界許多地方，遊隼已適應城市環境，在大教堂、摩天大樓窗台、塔樓和吊橋的塔柱上築巢。許多這些築巢的鳥類受到鼓勵，有時引起媒體關注，並常通過攝像頭進行監控。
在英格蘭，遊隼的分布越來越集中於城市，特別是在南部地區，因為適合築巢的內陸懸崖稀少。首次記錄的城市繁殖對發生在1980年代的斯旺西市政廳。 在南安普敦，2013年，一個巢穴曾導致行動電話服務的恢復延遲數月，因為沃達豐派遣工程師修復故障的發射塔時發現了塔內的巢穴，並因野生動植物與鄉村法案的規定——違反者可能被判刑——而在雛鳥出巢前無法進行維修。
在俄勒岡州，波特蘭擁有該州約10%的遊隼巢穴，儘管其僅佔全州土地面積的約0.1%。

## 文化意義
由於其引人注目的狩獵技巧，遊隼常被聯繫到侵略性和武力的高超表現。古埃及的太陽神拉（Ra）經常被描繪為一個具有遊隼頭部並佩戴太陽圓盤的男子，但大多數埃及學家認為這更可能是一隻地中海隼（Lanner falcon）。密西西比文化（約公元800–1500年）的美國原住民使用遊隼以及其他幾種猛禽作為圖像象徵，代表「天上的力量」，並將身穿猛禽相關服飾的高地位男子埋葬。
在中世紀晚期，使用遊隼狩獵的西歐貴族認為此鳥與王子相關，位於猛禽等級的正式層級中，僅次於與國王相關的矛隼（Gyrfalcon）。遊隼被認為是「一種皇家鳥類，其勇氣比爪子更具武裝力量」。遊隼飼養者使用的術語中，也採用了古法語的gentil一詞，意指「高貴出身；貴族化」，特別是用於遊隼。
自1927年以來，遊隼一直是俄亥俄州保齡格林市的保齡格林州立大學的官方吉祥物。 2007年美國愛達荷州發行的美國50州25美分紀念幣上刻有一隻遊隼。 此外，遊隼被指定為芝加哥的官方城市鳥。
The Peregrine，由J·A·貝克（J. A. Baker）所著， 被廣泛認為是20世紀用英文寫成的最佳自然書籍之一。該書的讚賞者包括羅伯特·麥克法蘭（Robert Macfarlane）、馬克·科克（Mark Cocker），他認為這本書是「20世紀最傑出的自然書籍之一」， 以及沃納·赫爾佐格（Werner Herzog），他稱其為「如果你想拍電影，我會要求你讀的唯一一本書」， 並在其他場合表示「其散文的質量自約瑟夫·康拉德（Joseph Conrad）以來未曾見過」。 書中，貝克以日記形式記錄了他在艾塞克斯郡切姆斯福德家附近的一個冬季（從10月到4月）中，對遊隼（以及它們與其他鳥類的互動）的詳細觀察。
1986年一部名為星際奇人（Starman）的一小時電視劇集中，有一集名為《遊隼》（Peregrine），講述了一隻受傷的遊隼和瀕危物種保護計劃的故事。該集在加州大學聖克魯斯的遊隼保護項目的協助下拍攝完成。
遊隼是芝加哥（美國）、咸美頓（加拿大）和羅克福德（美國）的市鳥。

## 註解
1. ↑  Charles V, Holy Roman Emperor levied a nominal rent of these birds on the Knights Hospitallers when he donated the territories of Malta, Gozo and Tripoli to them. The source of the name for Dashiell Hammett's novel.
2. ↑  也稱為「克萊因施密特隼」（Kleinschmidt's falcon），但此名稱亦可能指F. p. kleinschmidti，後者為japonensis的次異名。
3. ↑  阿拉伯語及波斯語作者所記錄的shaheen（شاهین）通常指巴巴利隼；而印度（शाहीन）及巴基斯坦（شاہین）來源中通常指peregrinator。
4. ↑  Colpocephalum falconii，最早於遊隼個體中描述，還包括Colpocephalum subzerafae、Colpocephalum zerafae及Nosopon lucidum（均屬羽蝨科）、Degeeriella rufa（羽毛蝨科）、Laemobothrion tinnunculi（大型羽蝨科）。 這些寄生蟲也已知存在於其他Falco屬鳥類中。[15][56]
5. ↑  例如參見Cal Falcons Webcam和W.E.B. Du Bois FalconCam[112]